# Eduardo Mendicutti

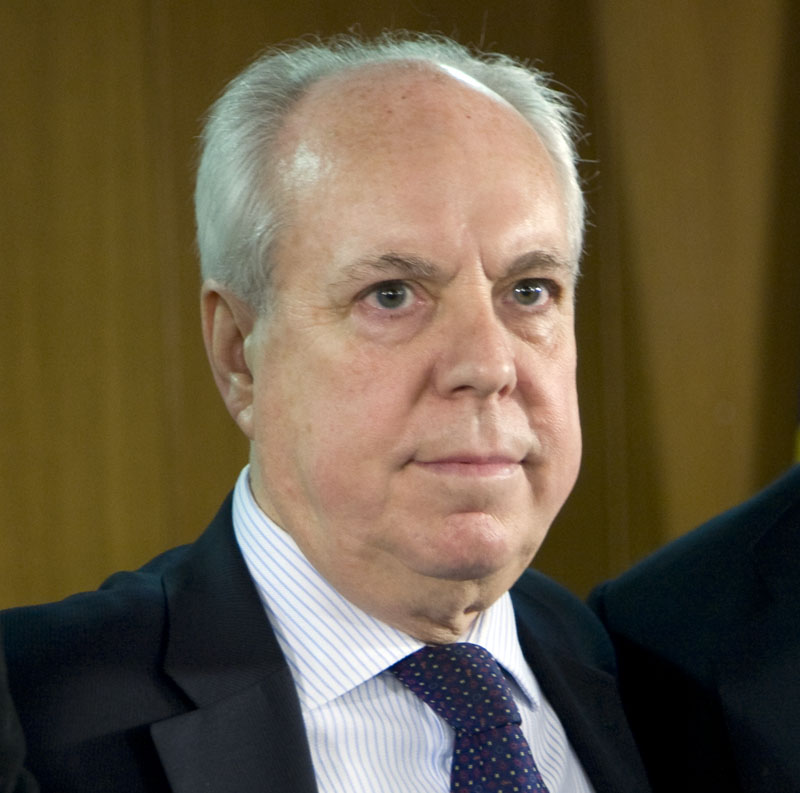
Eduardo Mendicutti (2011)

Eduardo Mendicutti (* 24. März 1948 in Sanlúcar de Barrameda, Spanien) ist ein spanischer Schriftsteller und Journalist.

## Leben
Mendicutti wurde 1948 im andalusischen Sanlúcar de Barrameda geboren. Im Jahre 1972 zog er nach Madrid, wo er eine Ausbildung zum Journalisten machte. Knapp ein Jahr später gewann sein erster Roman Tatuaje den Premio Sésamo, er wurde jedoch von der Zensur verboten und blieb unveröffentlicht. Bedeutend für seine Werke sind die, wie er, homosexuellen Charaktere. Mendicutti schreibt Kolumnen für die konservative spanische Zeitung El Mundo und damals für das spanische Schwulenmagazin Zero (nicht mehr herausgegeben).

## Veröffentlichungen
- Tatuaje (1973), Roman
- Cenizas (1974), Roman
- Una mala noche la tiene cualquiera (1982), Roman
- Última conversación (1984), Roman
- El salto del ángel (1985)
- Siete contra Georgia (1987), Erotikroman
- Tiempos mejores (1989), Roman
- El palomo cojo (1991), Roman
- Los novios búlgaros (1993), Roman
- Fuego de marzo (1995), Erzählung
- Yo no tengo la culpa de haber nacido tan sexy (1997), Roman
- El beso del cosaco (2000), Roman
- El ángel descuidado (2002), Roman
- Duelo en Marilyn City (2003).
- La Susi en el vestuario blanco
- California (2005), Roman
- Ganas de hablar (2008), Roman

## Auszeichnungen
- 1973: Premio Sésamo für Tatuaje
- 1974: Premio Café Gijón für Cenizas
- 1982: Premio de novela corta Ciudad de Barbastro für Una mala noche la tiene cualquiera
- 1984: Premio Cáceres de novela corta für Última conversación
- 1987: Finalista del premio La Sonrisa Vertical mit Siete contra Georgia
- 1992: Finalista del Premio Nacional de Narrativa mit El palomo cojo
- 2002: Premio Andalucía de la Crítica für El ángel descuidado